# Eupener Bier
Eupener Bier (ook gewoon "Eupener" genoemd) is een Belgisch bier van lage gisting. Het bier wordt gebrouwen door Brouwerij Haacht te Boortmeerbeek. Eupener wordt speciaal gebrouwen voor de inwoners van de Belgische Oostkantons en is enkel daar verkrijgbaar.
Het is een blonde pils met een alcoholpercentage van 5,1%. Het bier wordt gemaakt volgens de regels van het Duitse Reinheitsgebot, waardoor het zo geliefd is bij de inwoners van Eupen en omstreken.